# Batasio batasio
Batasio batasio е вид лъчеперка от семейство Bagridae. Видът не е застрашен от изчезване.

## Разпространение
Разпространен е в Бангладеш и Индия (Аруначал Прадеш, Асам, Западна Бенгалия, Мизорам и Трипура).

## Описание
На дължина достигат до 10 cm.